# La Pensée bretonne
La Pensée bretonne est une revue littéraire animée par Yves Le Febvre de 1913 à 1925.

## Histoire
La Pensée bretonne est créée par une association "philosophique, littéraire, artistique et scientifique" fondée le 1er juin 1913. 

## Éditorial
Dans son premier numéro,, le journal de l'association présente son objectif :
- Fédérer tous les Bretons
- Communiquer sur l'unicité de la culture bretonne via des expositions publiques
- Se distancer de la religion
- Promouvoir la Bretagne libre et la "race bretonne" sans recherche de séparatisme
- Mettre en valeur les grandes personnalités bretonnes (Chateaubriand, Renan, ...).

## Extraits
- « La langue bretonne, cette vaincue qui n'a pas su créer un chef-d'œuvre et qui va nécessairement s'effacer, comme s'effacent et meurent les vieilles choses usées. »
- « Le maintien de la langue bretonne n'est pas seulement une erreur, c'est un double mal pour la France et pour la Bretagne. C'est un mal pour la France dont cette survivance retarde l'unité et amoindrit par contrecoup le pouvoir d'expansion et de rayonnement. C'est un mal pour la Bretagne qu'elle prive d'hommes qui eussent été utiles et glorieux. »
- « Le jour viendra, nous l'espérons, où tous les Bretons sauront écrire et parler le français. Ce jour-là la langue bretonne aura vécu. » (Yves Le Febvre, La Pensée Bretonne, janvier 1920)